# Kroonverkenner
Het Scouting insigne van Kroonverkenner was de hoogste onderscheiding die een verkenner kon behalen. Hij moest hiervoor een aantal dienstbaarheidsinsignes (bijvoorbeeld  EHBO, brandweerman of pionier) behalen en aan aanvullende eisen voldoen. Toen  in de jaren zeventig de maximale leeftijd van verkenners werd verlaagd van 18 naar 16 was het insigne niet meer te halen en werd het officieel als verkennersinsigne afgeschaft. In Nederland kan bij sommige groepen in de volgende speltak (de explorers) verder gewerkt worden aan de eisen en zo het insigne nog wel gehaald worden. 
Het insigne was groen met een gouden kroon erop en werd op de linkermouw boven het 1e klas insigne gedragen.

## vergelijkbare onderscheidingen
- Baden-Powell Award bij de Baden-Powell Scouts
- Eagle Scout in de Filipijnen
- President's Scout in Singapore
- Eagle Scout in the Verenigde Staten
- Queen's Venturer bij de Scouts Canada